# Badsalt

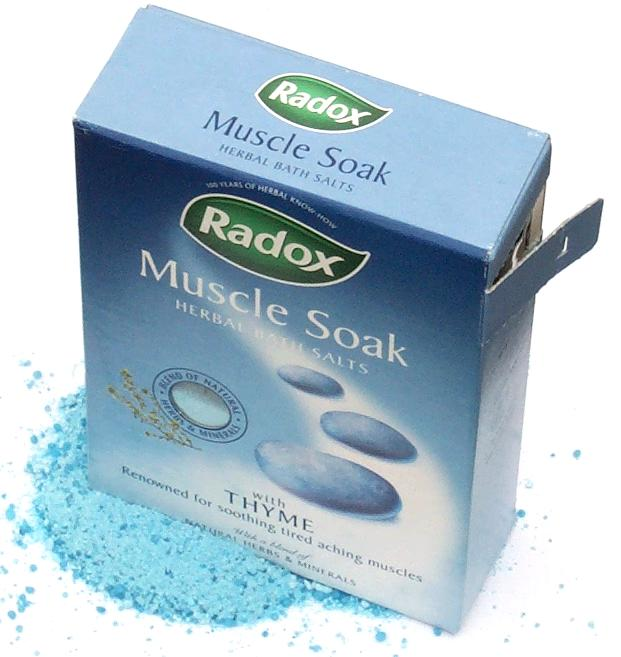
En förpackning med badsalt.

Badsalt är vanligen en blandning av natriumbikarbonat (soda och bakpulver), natriumsulfat och natriumklorid (vanligt koksalt).
Badsalt används för kroppsbad eller fotbad. Saltet är mjukgörande för huden. En del proponenter hävdar också att badsalt drar ut orenheter, och att det med tillsatser av örter och oljor verkar avslappnande, upplyftande, lusthöjande och immunstärkande.